# Вервега Микола Васильович
Микол́а Васи́льович Верве́га (нар. 2 січня 1970;— пом. 18 червня 2022 р., м. Лисичанськ, Луганська область) — головний сержант роти розвідки Збройних сил України, герой російсько-української війни.

## З життєпису
Учасник Євромайдану; відразу рушив на схід захищати Україну. Зазнав травм на фронті; очолював «Яремчанську спілку інвалідів АТО». У 2015 році заснував та очолив громадську організацію «Опришки Яремче».
2022 року був серед перших, хто добровольцем рушив проти московських нацистів. Загинув у бою з ворогом.
Без Миколи лишилися мама, дружина, донька та маленький онук.
22 червня 2022 року відбувся чин прощання. Похований у Микуличині.

## Нагороди
За особисту мужність і героїзм, виявлені у захисті державного суверенітету та територіальної цілісності України, вірність військовій присязі під час російсько-української війни
- нагороджений орденом «За мужність» III ступеня (26.2.2015).
- нагороджений нагрудним знаком «За оборону м. Дебальцеве»